# Bombolla dels mars del Sud
La bombolla dels mars del sud, o crac de 1720, va ser una crisi financera que va ocórrer al Regne de la Gran Bretanya el 1720, a causa d'una bombolla especulativa iniciada el 1711. Constitueix un dels primers cracs econòmics de la Història.

## Història
La Companyia dels mars del sud (South Sea Company), fundada el 1711 per Robert Harley (llavors cap del partit Tory), va assolir el monopoli sobre el comerç amb les colònies espanyoles d'Amèrica. La companyia, a canvi, va acceptar canviar deu milions de lliures en bons del tresor contra les accions a una taxa d'interès del 6%, el que equivalia a una renda perpètua per als inversors.
El primer viatge comercial cap a Amèrica va tenir lloc el 1717, però el guany no va ser gaire. El 1718, les relacions entre Espanya i Gran Bretanya es van deteriorar, cosa que va afectar negativament les perspectives de la companyia. Així i tot, seguia mantenint que era immensament profitosa a llarg termini. El 1717, es va fer càrrec de deu milions de lliures suplementàries de deute públic contra una nova emissió de títols.
La companyia va divulgar rumors cada vegada més extravagants sobre el valor potencial del seu comerç amb el Nou Món, cosa que va tenir l'efecte d'encetar l'especulació. Les accions van pujar ràpidament, passant de 128 lliures el gener de 1720 a 550 a la fi de maig del mateix any.
La companyia va obtenir la llicència reial per a comerciar en exclusiva, de manera que el seu atractiu va augmentar i les seves accions van arribar a les 890 lliures a principis de juny. Aquest pic va incitar alguns inversors a vendre; per a limitar la pressió baixista, els directors de la companyia van ordenar als seus agents comprar títols, mantenint així el seu valor entorn de les 750 lliures.

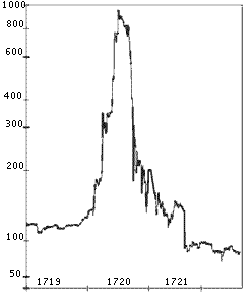
Evolució de les accions de la Companyia

El ràpid augment del valor de l'acció va provocar un frenesí especulatiu per tot el país. Els inversors es van interessar pels mars del sud, però també per altres accions. A principis d'agost la cotització va aconseguir les 1.000 lliures, i la tendència va canviar bruscament. Altres bombolles van esclatar al mateix moment a Amsterdam i París (Companyia del Mississipi de John Law) i va accelerar la caiguda de la cotització. La crisi es va propagar als bancs. Entre els accionistes que es van arruïnar hi havia membres del govern, fins i tot Isaac Newton, que, després d'haver obtingut una plusvàlua de 7.000 lliures a l'abril, va acabar perdent 20.000 lliures. Més tard, va declarar: «Puc predir el moviment dels cossos celestes, però no la bogeria de les gents.»
La cotització va quedar en 100 lliures abans de la fi d'any. Davant la còlera dels inversors, el Parlament es va dissoldre al desembre, i una comissió va ocupar el seu lloc. En el seu informe publicat en 1721, es va revelar un frau de gran magnitud organitzat pels directors de la companyia. Els directors van ser arrestats i portats a la Torre de Londres. La major part van ser desposseïts dels seus béns: així, a John Blunt no li van quedar més que 5.000 lliures de les 183.000 que tenia. James Cragg es va suïcidar. El nou canceller i el primer lord del tresor, Robert Walpole, van anunciar una sèrie de mesures per a restablir la confiança pública i la solvència de la companyia.
La companyia va continuar amb el seu comerç (quan no quedava interromput per la guerra) fins al final de la Guerra dels Set Anys. No obstant això, la seva principal funció va ser sempre manejar el deute governamental, més que comerciar amb les colònies espanyoles. La Companyia dels mars del sud va continuar encarregant-se d'administrar part del deute nacional fins que va ser abolida als anys 1850.